# Miletiske skole
Den Miletiske skole var en førsokratisk filosofisk retning i antikkens Grækenland det i det 6. århundrede f.Kr. Navnet skyldes at filosofferne Thales, Anaximander og Anaximenes kom fra byen Milet.
Den Miletiske skole er en del af det, man kalder Den Joniske skole, der udover den Miletiske skole også tæller det, man kalder Den Eftesiske skole.
Den miletiske skole søgte at forklare naturfænomener på rationel vis. De har haft stor betydning for filosofiens historie.
| filosofi | Spire Denne filosofiartikel er en spire som bør udbygges. Du er velkommen til at hjælpe Wikipedia ved at udvide den. |